# Мисюк, Надежда Иосифовна
Мисюк Надежда Иосифовна (17 ноября 1924, деревня Брилево, Кобринский повет, Полесское воеводство, Польская республика— 9 марта 2004, деревня Брилево, Кобринский район, Брестская область, Республика Беларусь) — советский белорусский работник сельского хозяйства, участница Великой Отечественной войны. Депутат ВС СССР 6 созыва (1962—1966). Член КПСС с 1963 года. Кавалер ордена Ленина (1960).

## Биография
Родилась 17 ноября 1924 года в крестьянской семье в деревне Брилево Кобринского повета Полесского воеводства.
В 1931—1935 годах училась в Борисовской начальной школе. По окончании которой продолжила учебу в Кобринской польской школе, которую окончила в 1938 году. В годы Великой Отечественной войны вместе со старшим братом Степаном и его семьей была участницей партизанского движения. С осени 1942 до июля 1944 года занималась хозяйственными делами в составе партизанского отряда имени А. В. Суворова Пинского соединения.
С 1944 по 1951 годы была секретарем Киселевецкого сельсовета Кобринского района Брестской области. С 1951 по 1980 годы работала в колхозе «Новый путь»: с 1951 года — звеньевая, с 1957 года — бригадир полеводческой бригады колхоза. В 1957 году бригада получила рекордный по тем временам урожай зерна — 16 центнеров с гектара, за что бригадир Н. И. Мисюк была награждена медалью «За трудовую доблесть». С 1944 по 1980 годы была депутатом Киселевецкого сельского Совета народных депутатов, в 1962 году была избрана депутатом Верховного Совета СССР 6 созыва. Член КПСС с 1963 года С 1980 по 1995 годы работала сборщиком молока в колхозе «Новый путь».
Умерла 9 марта 2004 года в деревне Брилево Кобринского района Брестской области.

## Награды
- Орден Ленина (1960)
- Орден Отечественной войны II степени (1985)
- Медаль «За трудовую доблесть» (1957)
- Медаль «За победу над Германией в Великой Отечественной войне 1941—1945 гг.» (1945)
- Медаль «В ознаменование 100-летия со дня рождения Владимира Ильича Ленина» (1970)

## Семья
С 1945 года замужем за Николаем Карповичем Мисюком. Две дочери — Галина и Валентина.